# REEP6
REEP6 (англ. Receptor accessory protein 6) – білок, який кодується однойменним геном, розташованим у людей на короткому плечі 19-ї хромосоми. Довжина поліпептидного ланцюга білка становить 211 амінокислот, а молекулярна маса — 23 418.
| 10         |  | 20         |  | 30         |  | 40         |  | 50         |
| ---------- |  | ---------- |  | ---------- |  | ---------- |  | ---------- |
| MDGLRQRVEH |  | FLEQRNLVTE |  | VLGALEAKTG |  | VEKRYLAAGA |  | VTLLSLYLLF |
| GYGASLLCNL |  | IGFVYPAYAS |  | IKAIESPSKD |  | DDTVWLTYWV |  | VYALFGLAEF |
| FSDLLLSWFP |  | FYYVGKCAFL |  | LFCMAPRPWN |  | GALMLYQRVV |  | RPLFLRHHGA |
| VDRIMNDLSG |  | RALDAAAGIT |  | RNVLQVLARS |  | RAGITPVAVA |  | GPSTPLEADL |
| KPSQTPQPKD |  | K          |  |            |  |            |  |            |

A: Аланін

C: Цистеїн

D: Аспарагінова кислота

E: Глутамінова кислота

F: Фенілаланін

G: Гліцин

H: Гістидин

I: Ізолейцин

K: Лізин

L: Лейцин

M: Метіонін

N: Аспарагін

P: Пролін

Q: Глутамін

R: Аргінін

S: Серин

T: Треонін

V: Валін

W: Триптофан

Задіяний у такому біологічному процесі, як альтернативний сплайсинг. 
Локалізований у мембрані, ендоплазматичному ретикулумі.